# 宋吟可
宋吟可（1902年—1999年），原名荫科，江苏南京人，中国画家，贵州大学艺术系教授，贵州国画院原院长，中国美术家协会理事，第三届全国人大代表，第五届全国政协委员。